# Typhonium jinpingense
Typhonium jinpingense  là một loài thực vật có hoa trong họ Ráy (Araceae). Loài này được Z.L.Wang, H.Li & F.H.Bian mô tả khoa học đầu tiên năm 2002.